# Mỹ Thới (Long Xuyên)
Mỹ Thới is een phường in de stad Long Xuyên, in de Vietnamese provincie An Giang.